# باغ‌وحش کپنهاگ
باغ‌وحش کپنهاگ (به دانمارکی: København Zoo) یک باغ‌وحش در کپنهاگ، دانمارک است که در سال ۱۸۵۹ میلادی گشایش یافته‌است. این یکی از قدیمی‌ترین باغ‌وحش‌ها در اروپا و عضو انجمن آبزیگاه و باغ‌وحش‌های اروپا است. مساحت آن شامل ۱۱ هکتار است و در شهرداری فردریکزبرگ واقع شده‌است. با ۱٬۱۶۱٬۳۸۸ بازدیدکننده در سال ۲۰۰۸ بیشترین بازدید از باغ‌وحش و چهارمین جاذبه مهم گردشگری در دانمارک است. خانه جدید فیل باغ‌وحش توسط معمار مشهور انگلیسی نورمن فاستر طراحی شده‌است. باغ‌وحش تعدادی از برنامه‌های پرورش اروپایی را حفظ و ترویج می‌کند.

## تاریخچه
باغ‌وحش کپنهاگ توسط نیلز کیلرلینگ پرنده‌شناس در سال ۱۸۵۹ تأسیس شد. او باغ تابستانی شاهزاده ویلهلمین را بخشید. در هنگام گشایش حیواناتی مانند عقاب، مرغ، مرغابی، جغد، خرگوش، روباه، خوک دریایی و لاک‌پشت در آن وجود داشت. در سال‌های اولیه باغ‌وحش متعهد به نشان دادن انواع مختلف حیوانات بود اما بعد به عنوان محلی برای رفاه حیوانات تبدیل شد. تعداد گونه‌های مختلف برای ایجاد فضای بیشتر برای هر حیوان کاهش یافت. در سال ۱۹۰۱ باغ‌وحش نمایشگاه انسانی با ۲۵ سرخپوست - مردان، زنان و کودکان - زندگی خود را در بوته‌های نخل گذراندند در وسط باغ‌وحش ساخته شده‌است. یکی از حیوانات قابل توجهی که در آنجا نگهداری می‌شد یک کرم آهنی بود که از سال ۱۸۹۲ تا ۱۹۴۶ در آنجا زندگی می‌کرد (برای ۵۴ سال، که یک رکورد در میان مارمولک‌ها است).

در اوایل دهه ۱۹۸۰ باغ‌وحش کپنهاگ در حال انجام اصلاحات با هدف جایگزینی قفس با محوطه سازی است که محیط طبیعی حیوانات را بازسازی می‌کند، شیوه زندگی بهتر را برای حیوانات باز می‌کند و یک تجربه واقعی تر برای بازدید کنندگان است. خانه فیل با ۱٫۵ هکتار ساوانا نتایج این تلاش‌ها است. ساوانا شامل یک خانه اسب آبی است که در آن اسب آبی را می‌توانند زیر آب تماشا کنند.

باغ‌وحش بسیاری از ساختمان‌های تاریخی آن را حفظ کرده‌است. قدیمی‌ترین ساختمان هنوز به عنوان اصطبلی برای غژگاو استفاده می‌شود در سال ۱۸۷۲ ساخته شده و در حال حاضر خانه شتر دوکوهانه است. یک خانه گیاه‌خواران ساخته شده در سال ۱۸۷۵ هنوز گیاهخوارانی مانند تاپیر را در خود جای می‌دهد.

## برج باغ‌وحش کپنهاگ

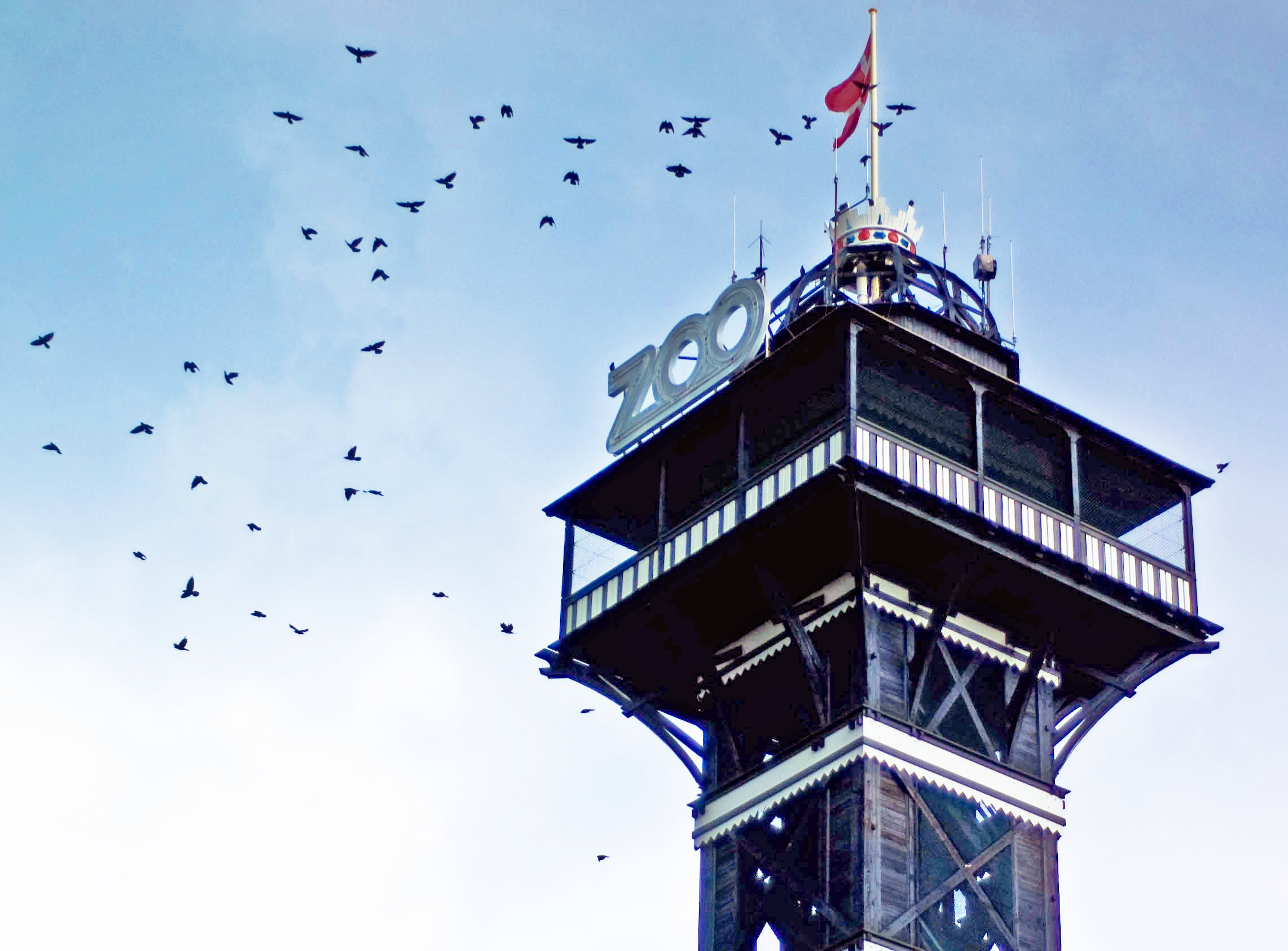
برج باغ‌وحش کپنهاگ

یکی از برجسته‌ترین و قابل توجه‌ترین ویژگی باغ‌وحش برج مشهور چوبی است. ۴۳٫۵ متر (۱۴۲٫۷ فوت) ارتفاع منظره‌ای از پارک‌های اطراف و شهر ارائه می‌دهد. برج در سال ۱۹۰۵ ساخته شده و یکی از بلندترین برج‌های ساخته شده از چوب در جهان است. پایه آن شبیه به برج ایفل است.

## نمایش‌ها
حیوانات نمایش داده شده در باغ‌وحش که در هیچ یک از مناطق اصلی قرار نمی‌گیرند شامل شتر دوکوهانه، فلامینگوی آمریکایی، اکراس آجری، کفچه‌نوک گلی، پلیکان پاخاکستری، کرکس بوقلمونی، پنگوئن هومبولت، شیر دریایی کالیفرنیا، خزمیمون کلاه‌سیاه، شامپانزه و شیر (گربه‌سان) هستند.

### نوردیک و حلقه قطب شمال
در بخشی از باغ‌وحش که به آن نوردیک می‌گویند، بازدیدکنندگان می‌توانند گونه‌هایی مانند فک بندرگاه، جغد برفی، گوزن شمالی، گاو مشک، روباه قطبی و گرگ را ببینند. در حلقه قطبی که در سال ۲۰۱۳ گشایش یافته به نمایش خرس قطبی می‌پردازد.

### آسیا
در بخش آسیا بازدیدکنندگان می‌توانند شنگ پنجه‌کوچک خاوری، پاندای سرخ، تاپیر مالایی، پلنگ آمور و ببر سیبری را ببینند.

### آفریقا
در بخش آفریقا بازدیدکنندگان می‌توانند کرگدن سفید، ایمپالا، زرافه، شاخ‌بلند شبدیز، شترمرغ، گورخر دشتی، اسب آبی، زرافه گردن‌کوتاه، نوک‌شاخ زمینی ابیسینی، طاووس کنگو، سیاه‌گوش و دم‌عصایی را ببینند.

### تاسمانی
بخش تاسمانی برای باغ‌وحش کپنهاگ منحصر به فرد است. این بخش پس از عروسی فردریک، ولیعهد دانمارک در سال ۲۰۰۴ آغاز شد. جایی که دولت تاسمانی چهار شیطان تاسمانی را به باغ وحش داد. این چهار حیوان نخستین شیطان‌های تاسمانی هستند که خارج از استرالیا زندگی می‌کنند. این منطقه از آن زمان با یک منطقه ترکیبی برای والابی گردن‌قرمز، کانگوروی خاکستری شرقی و وامبت معمولی گسترش یافته‌است.

### آمریکای جنوبی
در بخش آمریکای جنوبی بازدیدکنندگان می‌توانند برگچه‌خوار، گواناکو، ریا بزرگ، خرگوش پاتاگونی، فریادکش جنوبی و مورچه‌خوار بزرگ را ببینند.

### باغ‌وحش گرمسیری
بخش باغ‌وحش گرمسیری شامل یک فضای جنگل بارانی با یک بخش برای پرنده‌های آزاد، لاک پشت‌ها، تنبل دوپنجه لینه، موش‌آهوی جاوه‌ای و تمساح آفریقای غربی می‌باشد.

### باغ‌وحش کودکان
در بخش باغ‌وحش کودکان بازدیدکنندگان می‌توانند لاما، بز، گاو، خوک، اسب، مرغ و خرگوش را ببینند.

## نگارخانه

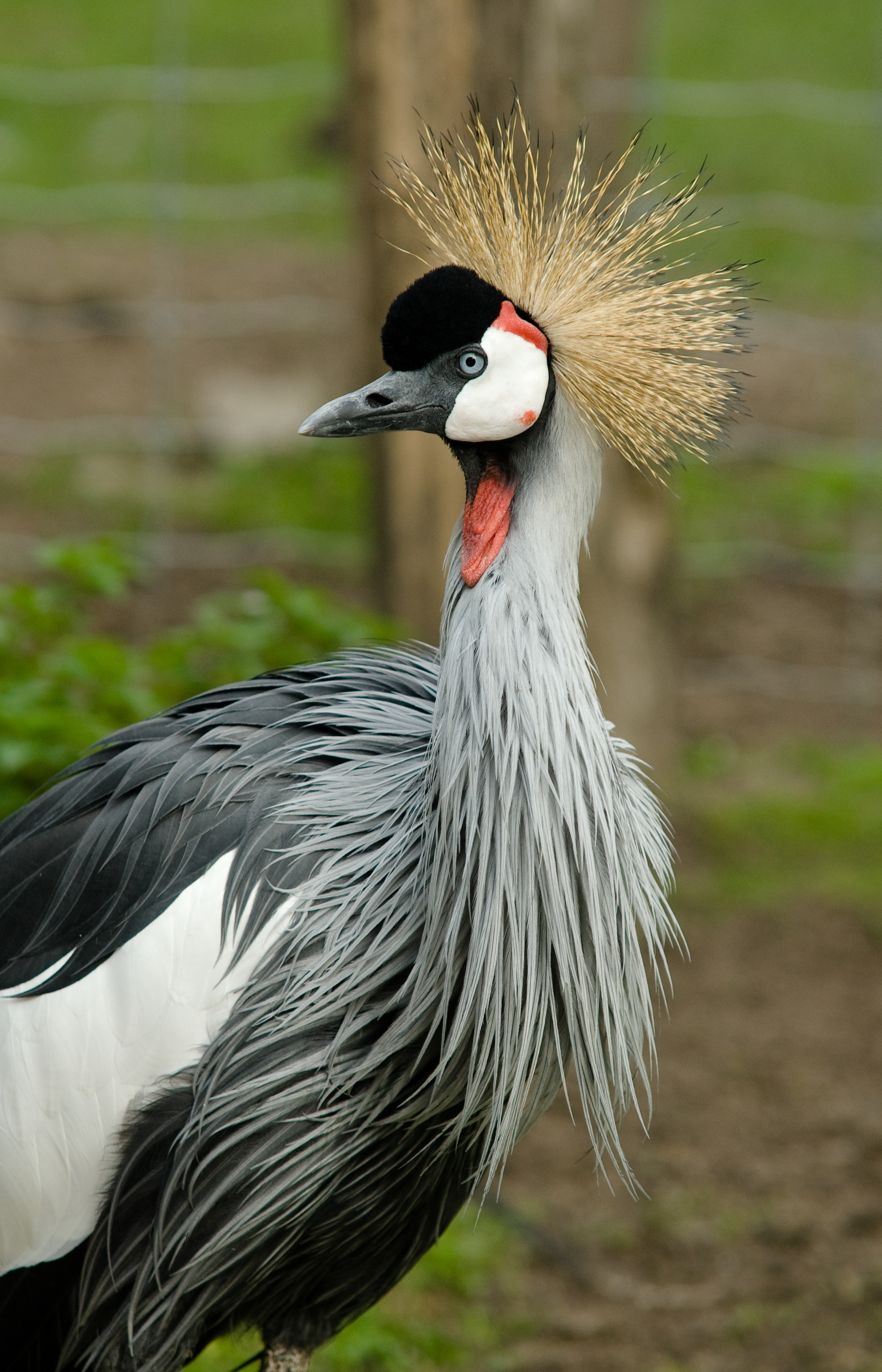
یک درنای تاج‌دار خاکستری
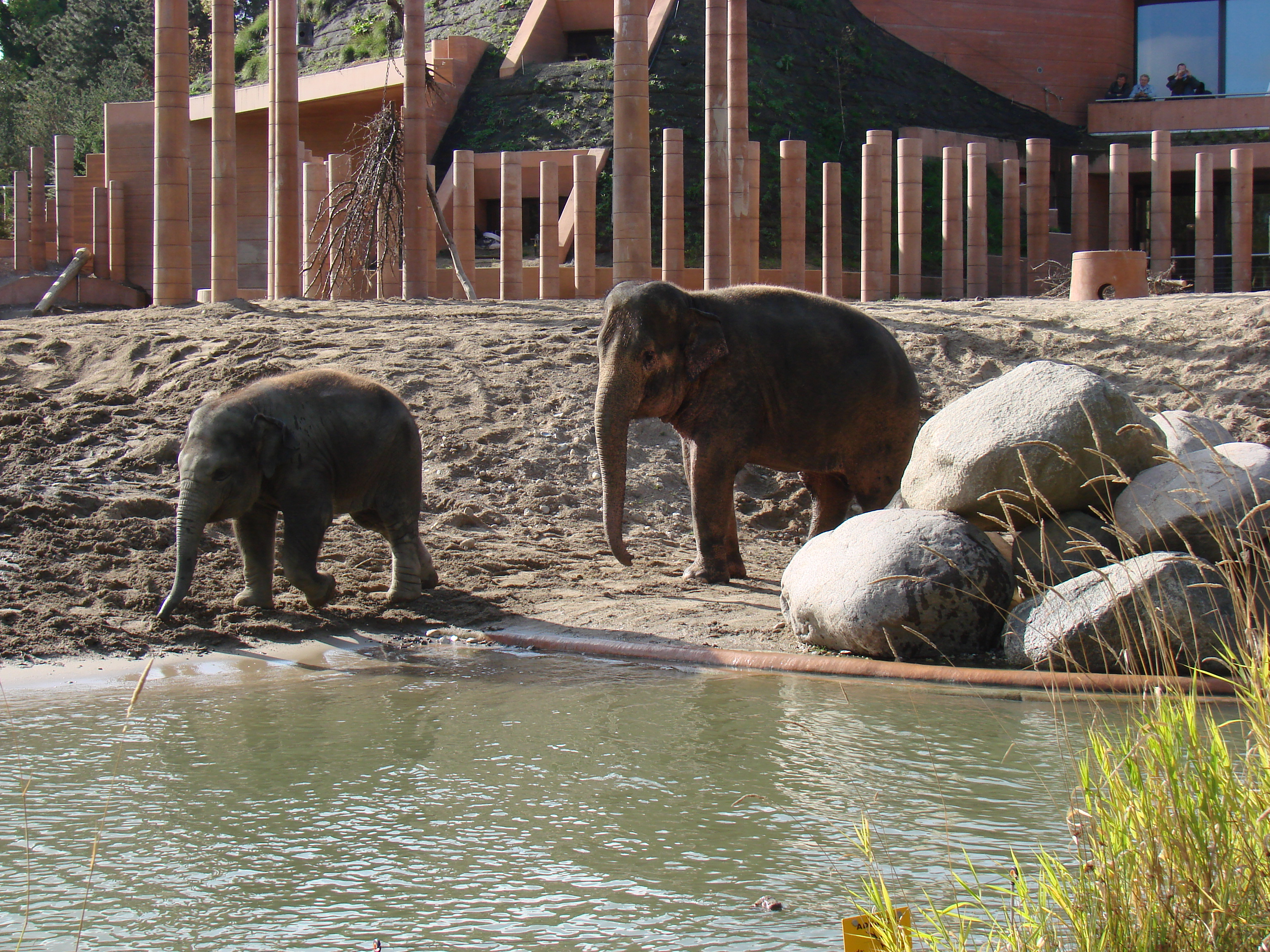
فیل آسیایی
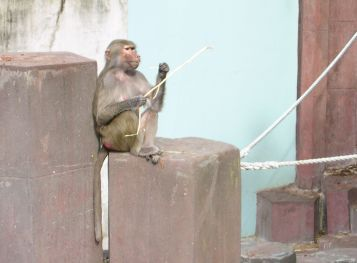
یک بابون مقدس
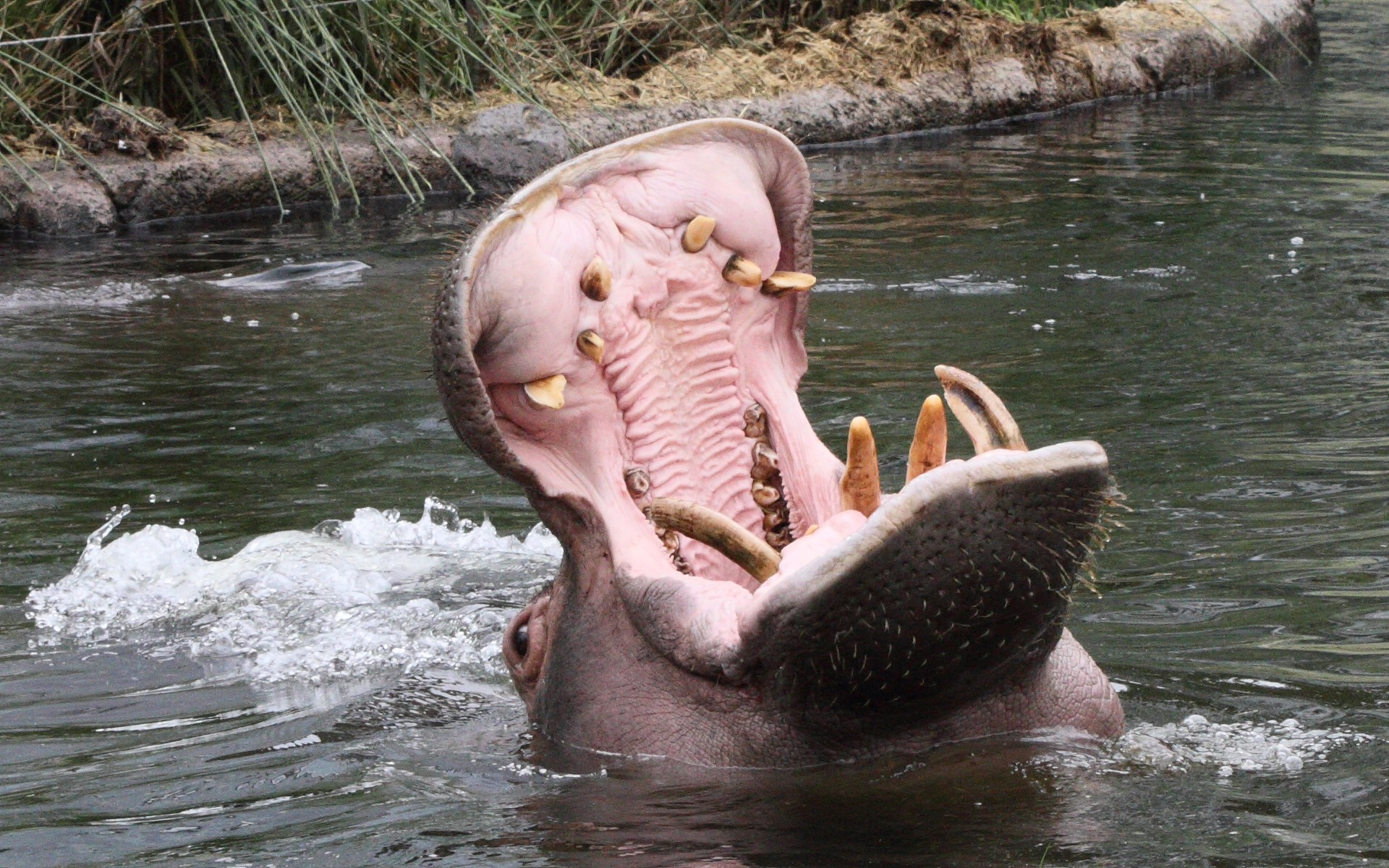
یک اسب آبی
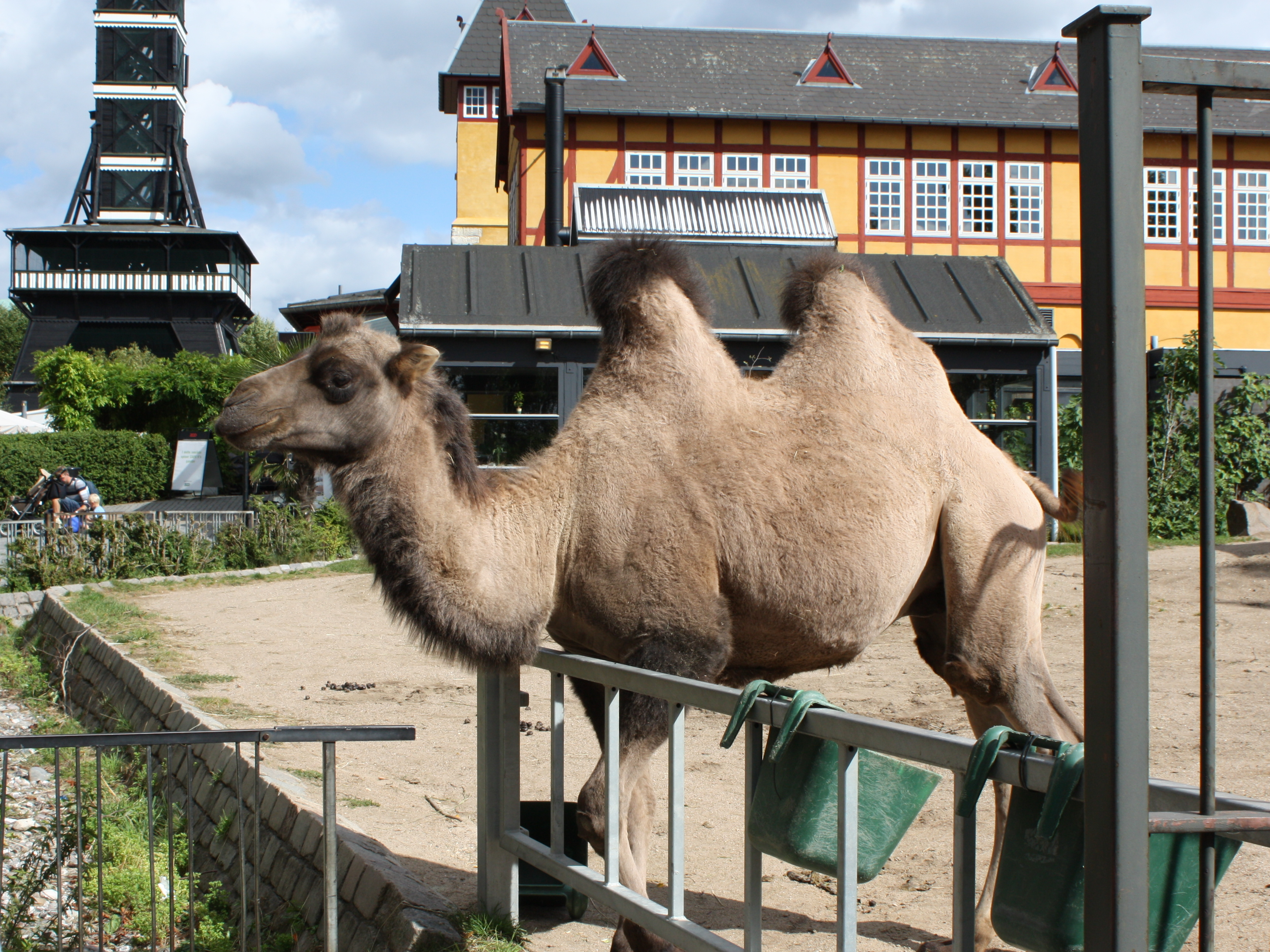
یک شتر دوکوهانه
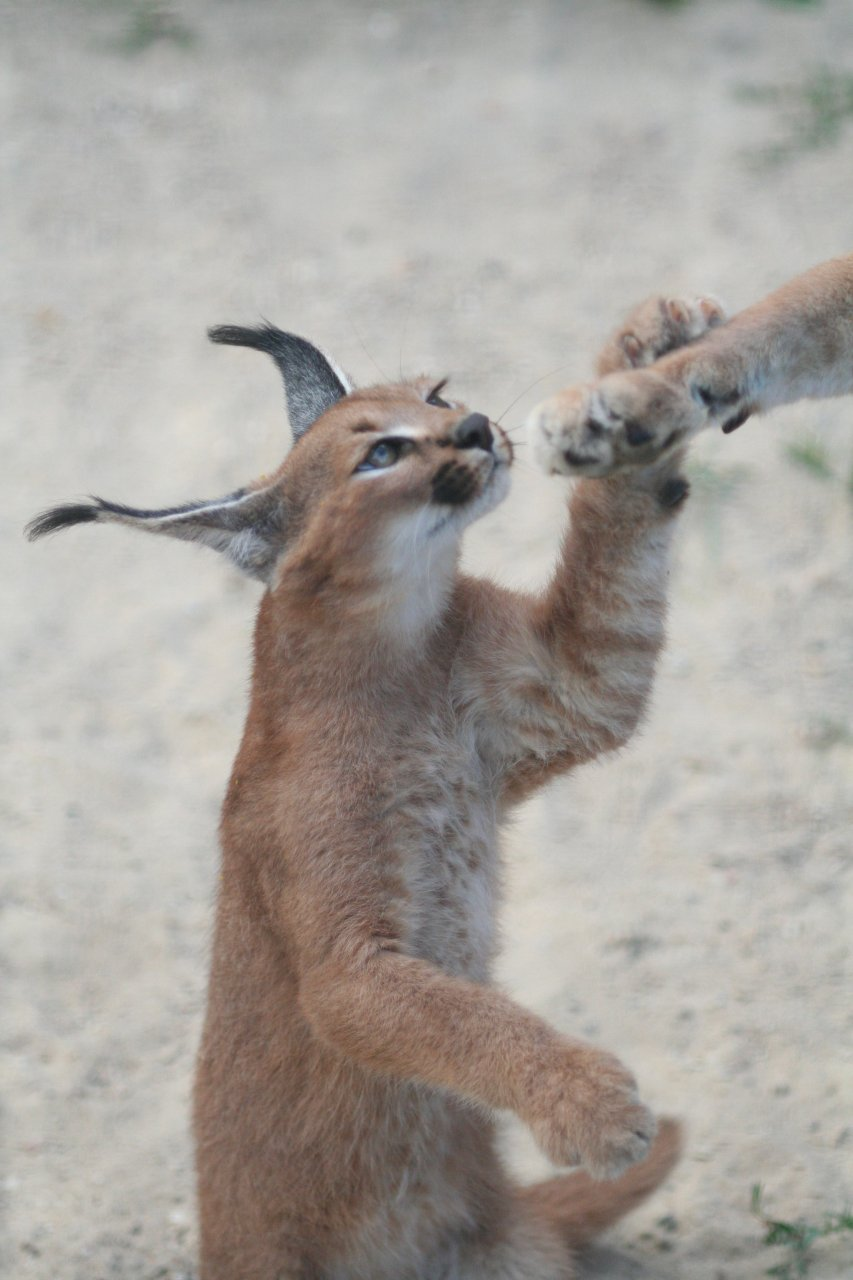
یک سیاه‌گوش